# NGC 2553
NGC 2553 è una galassia a spirale del tipo S0 di Hubble nella costellazione del Cancro. Si stima che si trovi a 205 milioni di anni luce dalla Via Lattea e abbia un diametro di circa 105.000 anni luce.

## Scoperta
La galassia è stata scoperta nel febbraio 1865 dall'astronomo tedesco Albert Marth.